# Конде сир Ифс
Конде сир Ифс (фр. Condé-sur-Ifs) насеље је и општина у северној Француској у региону Доња Нормандија, у департману Калвадос која припада префектури Кан.
По подацима из 2011. године у општини је живело 463 становника, а густина насељености је износила 40,83 становника/km². Општина се простире на површини од 11,34 km². Налази се на средњој надморској висини од 53 m метара (максималној 81 m, а минималној 28 m m).

## Демографија
| 1962. | 1968. | 1975. | 1982. | 1990. | 1999. | 2011. |
| ----- | ----- | ----- | ----- | ----- | ----- | ----- |
| 383   | 361   | 324   | 350   | 368   | 351   | 463   |

График промене броја становника у току последњих година